# عملة قانونية

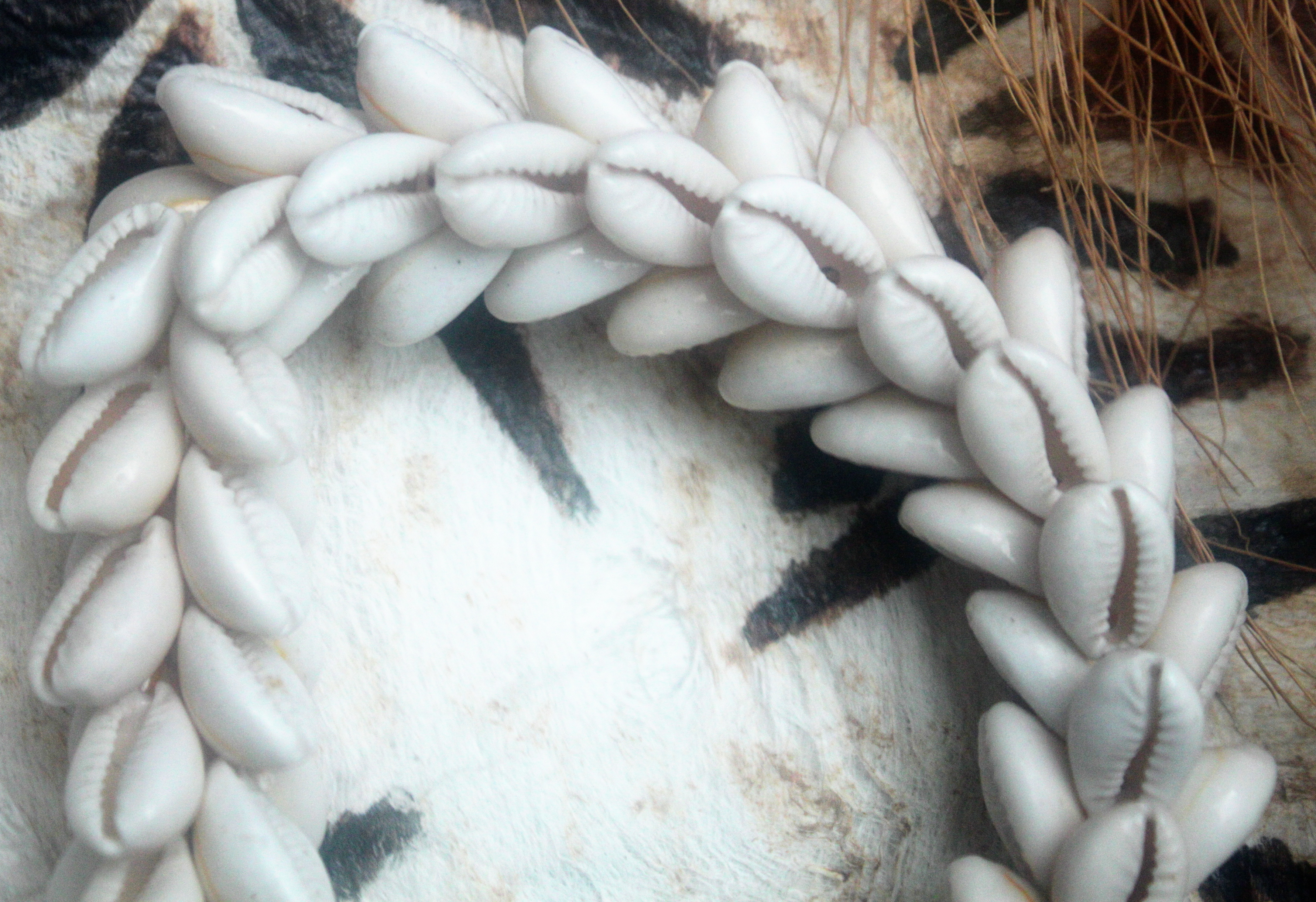

عملة قانونية (بالإنجليزية:Legal tender أو forced tender).
وهي أوراق نقدية صادرة بحكم القانون، وتعتبر عملة قانونية حسب المقادير المبينة فيها بدون تحديد للكمية، وبمعنى آخر، إن القانون أعتبر التأديات الجارية بين الأفراد غير محدودة بالكميات والفئات التي يختارونها من النقود الورقية طالما أكتسبت هذه الاوراق الصفة القانونية بالأصدار.
أما بالنسبة للمسكوكات النقدية فإن القانون يحدد عادة قوة الإبراء على الافراد فقط، (مثال ذلك: ان يحدد القانون تسديد مبلغ كبير عشرة دنانير بفئات صغيرة من المسكوكات مثل الفلس كأن تكون فئة خمسين فلسا لا أقل من ذلك بالفلس مثلا)، أما خزائن الدولة فعليها أن تقبل المسكوكات المعدنية على اختلاف أنواعها دون تحديد لمقدارها.
أما النقود القانونية Lawful money.
فيمكن تعريفها كالآتي:
- أي نقود سواء كانت على هيئة مسكوكات أو عملة ورقية يتم التداول بها بموجب القانون كواسطة لتبادل القيم.
- تعتبر الاحتياطات المصرفية Bank reseves المقبولة لأغراض معينة نقودا قانونية هي الأخرى.[4]

## أصل النقود الورقية
كانت العملة في الولايات المتحدة الأمريكية في الماضي في صورة العملة الذهبية والفضية، ثم تطور الأمر إلى إصدار العملة الورقية المدعومة بالذهب. ثم أصبحت النقود ورقية ونقودا معدنية، وهي نقود قانونية وليس لاحد حق رفضها. وقد مرت البلاد الأخرى بهذا التطور.

## اقرأ أيضاً
- عملة
- عملة رئيسية
- معدل الفائدة الإسمية
- معدل الفائدة الفعلية
- مردود الاستثمار
- الحد الأدنى للعائد
- مركز مربح
- مركز تكلفة
- مركز استثماري
- نظارة الحسابات
- تخصيص الأموال
- حجم الأعمال (اقتصاد)